# ميسيليم
ميسيليم أو ميساليم  ملك حوالي سنة 2500 ق م وسماه السومريين بلوغال للمدينة السومرية كيش ويعتقد أنه من أصول سامية.
ميسيليم هو أول ملوك سلالة كيش الثالثة التي استمرت من سنة (2500-2330 ق م) قام الملك ميسيليم بضم مدينتي اداب (مدينة) ولكش ضمن مملكته وقام ببناء المعابد فيها.
ميسيليم عمل كواسطة لحل المشاكل بين ملك لكش لوغال شا اينغور وملك اوما والمشاكل التي كانت بينهما بسبب إحدى قنوات الري التي كانت بينهما، لكن المشكلة لم تحل فقام ملك اوما أوش بمهاجمة لكش.
ويقال بأن ميسيليم لم يكن ذات أصول سومرية لان إسمه كان أكدي سامي ويقال بأنه كانت تربطه علاقة مع ملك أور ميسانيبادا ويعتقد ان تشابه اسميهم يدل بانه كانت بينهما علاقة وكذلك حيث ان اسم مسيليم ظهر في ذلك الوقت كملك لأور.